# William N. Gillmore

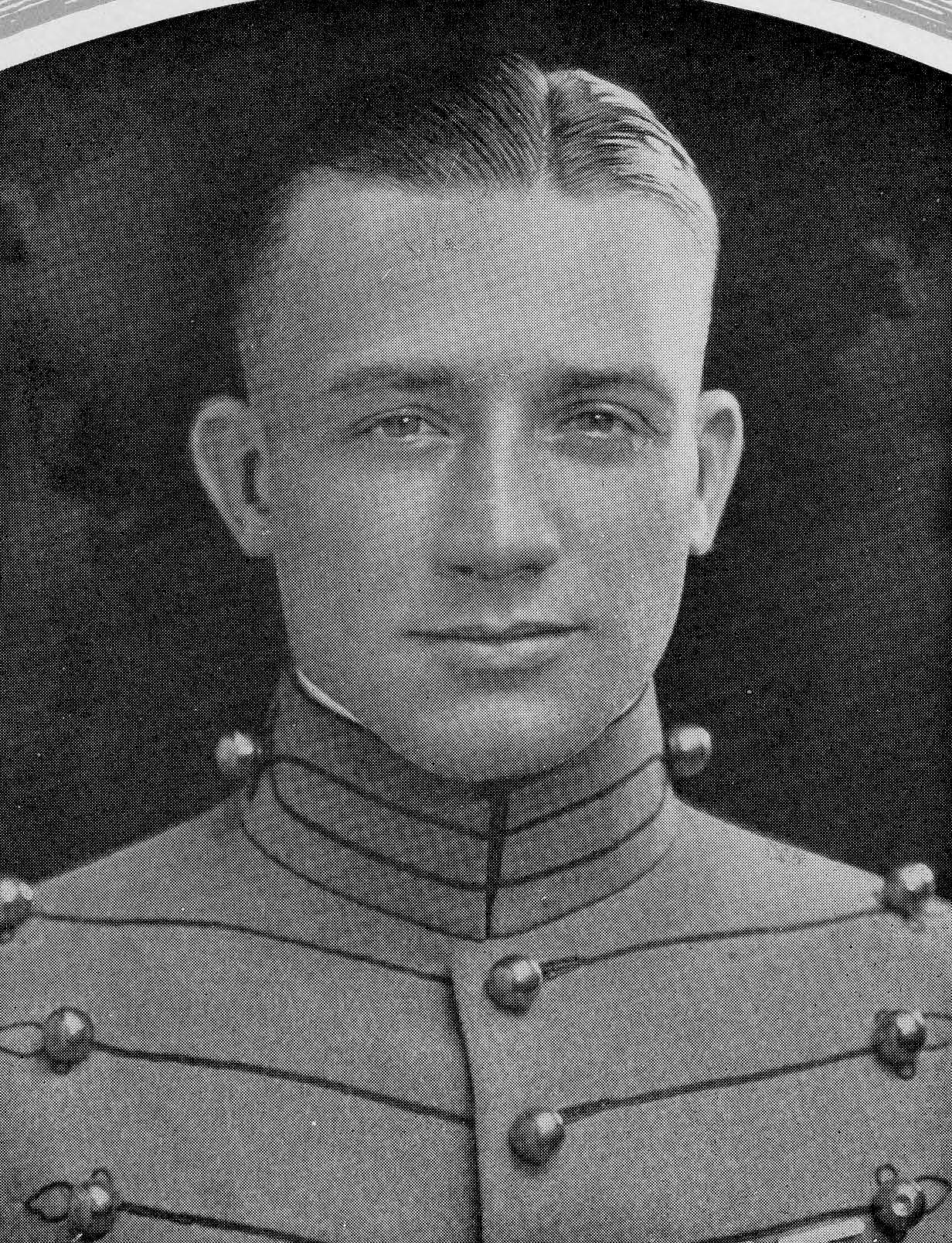

William Nelson Gillmore (* 25. März 1903 in Monterey, Kalifornien; † 19. September 1990 in Carmel-by-the-Sea, Monterey County, Kalifornien) war ein US-amerikanischer Offizier der US Army, der als Generalmajor 1945 Kommandeur der 101. Luftlandedivision (101st Airborne Division), zwischen 1955 und 1956 Kommandeur der 4. Panzerdivision (4th Armored Division), 1957 Kommandierender General des II. US-Korps (II Corps) sowie zuletzt zwischen 1959 und 1961 Kommandierender General des XV. US-Korps (XV Corps) war.

## Leben

### Offiziersausbildung, Offizier und Zweiter Weltkrieg

William N. Gillmore war zwischen August und September 1945 selbst Kommandeur der 101. Luftlandedivision (Commanding General, 101st Airborne Division), der sogenannten „The Screaming Eagles“.

William Nelson Gillmore begann nach der Schulausbildung am 1. Juli 1921 als Cadet eine Offiziersausbildung an der US Military Academy in West Point und schloss diese am 11. Juni 1925 mit einem Bachelor of Science (BSc) ab. Im Anschluss wurde er am 12. Juni 1925 als Leutnant (Second Lieutenant) in die Feldartillerie (Field Artillery) der US Army übernommen. Er besuchte 1931 den Offizierslehrgang der Feldartillerieschule (US Army Field Artillery School) in Fort Sill sowie 1939 die Command and General Staff School (CGSS) in Fort Leavenworth. Nach verschiedenen Verwendungen als Offizier und Stabsoffizier war er zwischen Mai 1941 und Februar 1942 Assistierender G-3-Offizier im 40. Infanterieregiment (40th Infantry Regiment). Nach dem Eintritt der Vereinigten Staaten in den Zweiten Weltkrieg am 11. Dezember 1941 wurde er am 24. Dezember 1941 zunächst zum Oberstleutnant der Army of the United States (AUS) ernannt, die nach dem Angriff auf Pearl Harbor am 7. Dezember 1941 aufgestellt und nach Ende des Zweiten Weltkrieges deaktiviert wurde.
Gillmore war zwischen Februar und Juli 1942 Assistierender Artillerieoffizier der Panzertruppe und wurde am 2. Juni 1942 zum Major der regulären US-Army befördert. Während seiner Verwendung zwischen Juli 1942 und Februar 1944 als Kommandeur der Artillerie der 11. Panzerdivision (11th Armored Division) wurde er am 23. September 1942 zum Oberst der Army of the United States ernannt. Im Anschluss fand er im weiteren Kriegsverlauf von Februar 1944 bis Februar 1945 Verwendung als Kommandeur der Artillerie der in Italien eingesetzten 1. Panzerdivision (1st Armored Division), der sogenannten „Old Ironsides“, sowie daraufhin vom 9. Februar bis August 1945 als Kommandeur der Artillerie der in Nordwesteuropa eingesetzten 101. Luftlandedivision. Er wurde am 1. Mai 1945 zum Brigadegeneral der Army of the United States ernannt und war zwischen August und September 1945 selbst Kommandeur der 101. Luftlandedivision (Commanding General, 101st Airborne Division), der sogenannten „The Screaming Eagles“. Für seine Verdienste in seinen Verwendungen zwischen 1943 und 1945 wurde er mit dem Legion of Merit ausgezeichnet.

### Nachkriegszeit und Koreakrieg
Nach Kriegsende war William N. Gillmore von Dezember 1945 bis Januar 1948 Kommandeur der Artillerie der 82. Luftlandedivision (82nd Airborne Division) und wurde dort am 18. August 1947 zum Generalmajor der Army of the United States ernannt. Daraufhin fungierte er zwischen Januar 1948 und April 1949 als Kommandeur der Artillerie der in Japan stationierten 11. Luftlandedivision (11th Airborne Division), der sogenannten „The Angels“, und wurde in dieser Funktion am 15. Juli 1948 zum Oberstleutnant (Lieutenant-Colonel) der regulären Armee befördert. Nach seiner Rückkehr aus Japan war er von April 1949 bis Juni 1950 Kommandeur der Artillerie der 7. Infanteriedivision (7th Infantry Division) und erhielt dort am 1. September 1949 seine Beförderung zum Oberst (Colonel) der regulären Armee. Er fungierte zwischen dem 10. August 1950 und dem 19. Februar 1951 als Leiter der US Army Security Agency, ein für die elektronische Aufklärung (ELINT) zuständiger Geheimdienst der US Army.
Während des Koreakrieges wurde Gillmore daraufhin im Februar 1951 Kommandeur der Artillerie des in Südkorea stationierten IX. US-Korps (IX Corps) und wurde für die Verdienste während seiner dortigen bis zum 8. Februar 1952 dauernden Verwendung durch die Allgemeine Verordnung General Orders No. 28 des US-Heeresministeriums (US Department of the Army) vom 13. März 1952 erstmals mit der Army Distinguished Service Medal ausgezeichnet. Er war Absolvent des National War College (NWC) in Fort Lesley J. McNair in Washington, D.C. und Direktor des Gemeinsamen Ausschusses der Luftlandetruppen (Joint Airborne Troop Board).

### Aufstieg zum Generalmajor

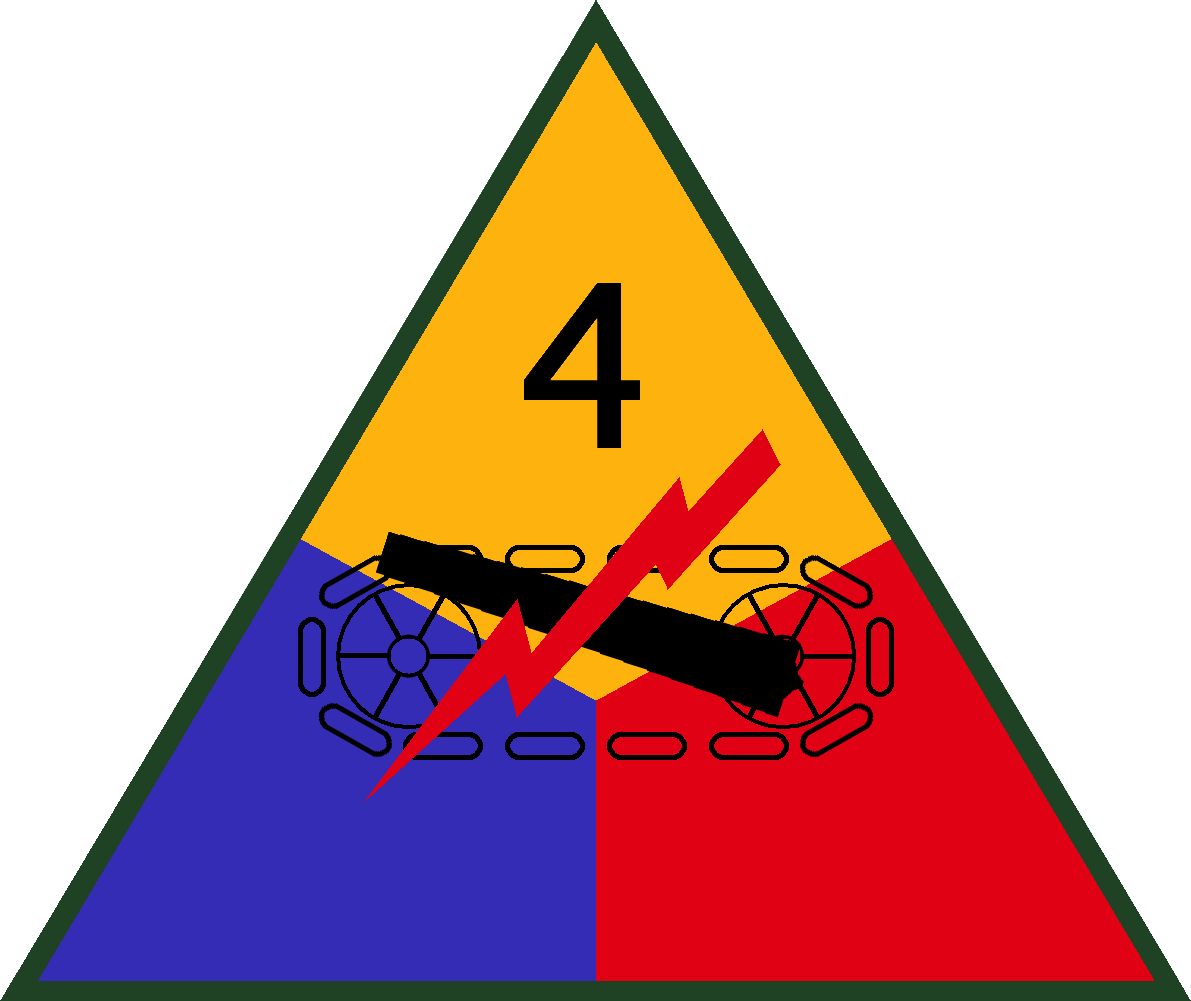
Brigadegeneral Gillmore war zwischen 1955 und 1956 Kommandeur der 4. Panzerdivision (Commanding General, 4th Armored Division), der sogenannten „Breakthrough“.

Am 30. April 1953 wurde William N. Gillmore zum Brigadegeneral (Brigadier General) befördert und fungierte daraufhin zwischen 1953 und 1955 als Leiter der Militärischen Unterstützungs- und Beratergruppe MAAG (Military Assistance Advisory Group) in Thailand. Anschließend war er zwischen 1955 und 1956 Kommandeur der 4. Panzerdivision (Commanding General, 4th Armored Division), der sogenannten „Breakthrough“, sowie von 1956 bis 1957 Standortkommandant von Fort Hood in Texas, mit 880 Quadratkilometern Grundfläche eine der größten Militärbasen der US Army. 1957 war er für einige Zeit 1957 Kommandierender General des II. US-Korps (II Corps) und daraufhin zwischen 1957 und 1959 Chef der Gemeinsamen US-Militärberatergruppe in Griechenland (Chief of the Joint US Military Advisory Group to Greece).
Zuletzt übernahm Gillmore als Generalmajor (Major General) den Posten als Kommandierender General des XV. US-Korps (XV Corps) und behielt diesen bis 1961. Im April 1962 trat er in den Ruhestand und wurde durch die Allgemeine Verordnung General Orders No. 26 des Heeresministeriums vom 10. Mai 1962 zum zweiten Mal mit der Army Distinguished Service Medal ausgezeichnet, die ihm in Form eines bronzenen Eichlaubzweiges (Bronze Oak Leaf Cluster) verliehen wurde.
Gillmore war zwei Mal verheiratet, und zwar in erster Ehe mit Marion Gillmore (1905–1970) sowie nach deren Tode in zweiter Ehe mit Sylvia Mary Gillmore (1911–1990). Nach seinem Tode wurde er auf dem Fort Rosecrans National Cemetery in San Diego beigesetzt.

## Auszeichnungen
Auswahl der Dekorationen, sortiert in Anlehnung an die Order of Precedence of Military Awards:
- Army Distinguished Service Medal (2×)
- Legion of Merit
- Bronze Star